# Classe Giuseppe Sirtori
La classe Giuseppe Sirtori est une classe de destroyers construit pour la Regia Marina dans les années 1920.

## Histoire
Construits par le chantier naval Odero à Sestri Ponente (Gênes), les quatre unités de la classe sont entrées en service en 1917 et ont participé à la Première Guerre mondiale. En 1920, les canons 102/35 Schneider-Armstrong Mod. 1914-15 ont été remplacés par le même nombre de canons plus modernes 102/45 Schneider-Armstrong Mod. 1917.
En 1920, les canons 102/35 Schneider-Armstrong Mod. 1914-15 sont remplacés par des canons 102/45 Schneider-Armstrong Mod. 1917, plus modernes.
En 1929, les unités sont déclassées en torpilleurs.
Ils ont ensuite participé à la Seconde Guerre mondiale, deux (Sirtori et Stocco) dans le sud de l'Adriatique, deux (Acerbi et Orsini) dans la mer Rouge. Ils seront tous perdus.

## Description
Ces navires avaient une longueur totale de 73,5 mètres, une largeur de 7,3 mètres et un tirant d'eau de 2,9 mètres. Ils déplaçaient 845 tonnes à charge normale, et 865 tonnes à pleine charge. Leur effectif était de 78 officiers, sous-officiers et marins.
Les Giuseppe Sirtori étaient propulsés par deux turbines à vapeur, chacune entraînant un arbre d'hélice et utilisant la vapeur fournie par quatre chaudières. La puissance nominale des turbines était de 16 000 chevaux-vapeur (11 700 kW) pour une vitesse de 30 nœuds (55 km/h) en service. Ils avaient une autonomie de 2 100 milles nautiques (3 890 km) à une vitesse de 14 noeuds (26 km/h). Ils transportaient 160 tonne de naphte.
Leur batterie principale en 1920 était composée de 5 canons Schneider Modèle 1917 de 102/45 mm. La défense antiaérienne (AA) des navires de la classe Giuseppe Sirtori était assurée par 2 canons simple Vickers-Terni de 40/39 mm. Ils étaient équipés de 4 tubes lance-torpilles de 450 millimètres dans deux supports doubles au milieu du navire. 

## Navires de la classe
| Giuseppe Sirtori         | SR | Odero, Sestri Ponente | 2 février 1916 | 24 novembre 1916 | 22 décembre 1916 | Echoué sur une plage gravement endommagée le 14 septembre 1943 après un raid aérien allemand près de Corfou et dynamité le 25 septembre 1943.                                      |
| Giovanni Acerbi          | AC | Odero, Sestri Ponente | 2 février 1916 | 14 février 1917  | 26 février 1917  | Irrémédiablement endommagé par un raid aérien britannique à Massaoua au début d'août 1940, puis finalement coulé par les bombes aériennes britanniques à Massaoua le 4 avril 1941. |
| Vincenzo Giordano Orsini | OR | Odero, Sestri Ponente | 2 février 1916 | 23 avril 1917    | 12 mai 1917      | Sabordé à Massaoua le 8 avril 1941 |
| Francesco Stocco         | ST | Odero, Sestri Ponente | 2 février 1916 | 5 mai 1917       | 19 juillet 1917  | Coulé par des bombardiers allemands près de Corfou le 24 septembre 1943. |